# Alessandro Nini
Alessandro Nini (Fano, 1 de noviembre de 1805-Bérgamo, 27 de diciembre de 1880) fue un compositor romántico italiano, autor de 7 óperas y numerosa producción sacra. 

## Biografía
Alessandro Nini comenzó sus estudios musicales en su localidad natal, Fano, con el maestro de capilla de la catedral, Giuseppe Ripini, prosiguiéndolos en 1828 en Bolonia, donde estuda contrapunto con Benedetto Donelli. Entre 1825 y 1831 trabaja en diversas ciudades italianas, componiendo música sacra y vocal.
En Bolonia, Nini entra en contacto con un desconocido personaje ruso que en 1931 le invita a aceptar el puesto de maestro de canto en la escuela del Teatro Imperial de San Petersburgo, puesto que acepta, permaneciendo en el puesto hasta que, en 1837, a causa del clima que amenazaba su salud, retorna a Italia. En Rusia había adquirido gran experiencia componiendo cantatas y otras obras vocales, por lo que al llegar a Italia comienza una rápida carrera como compositor operístico.
Su primera ópera, Ida della torre, estrenada en 1837 en Venecia, es un gran éxito, éxito que supera su segunda ópera, La marescialla d'Ancre, estrenada en Padua en 1839. Sus óperas restantes, con la excepción de Virginia, estrenada en Génova en 1843, no alcanzaron gran éxito. Nini intenta conseguir unos ingresos estables consiguiendo en 1842 el puesto de maestro de capilla en la catedral de Novara. En mayo de 1847 obtiene el puesto de maestro de capilla de la catedral de Bérgamo, en sustitución del fallecido Simon Mayr, permaneciendo en la ciudad hasta su muerte en 1880, dedicado a la composición de música sacra, sin estrenar ninguna ópera nueva.

## Obra

### Óperas
| Título                  | Libretista         | Fecha de estreno         | Ciudad, teatro                | Notas                                                               |
| ----------------------- | ------------------ | ------------------------ | ----------------------------- | ------------------------------------------------------------------- |
| Ida della torre         | Giuseppe Beltrame  | 11 de noviembre de 1837  | Venecia, Teatro San Benedetto |                                                                     |
| La marescialla d'Ancre  | Giovanni Prati     | 23 de julio de 1839      | Padua, Teatro Verdi           | Revisión: Milán, 1 de mayo de 1847.                                 |
| Cristina di Svezia      | Giacomo Sacchero   | 6 de junio de 1840       | Génova, Teatro Carlo Felice   |                                                                     |
| Margherita d'Yorck      | Giacomo Sacchero   | 21 de marzo de 1841      | Venecia, Teatro La Fenice     |                                                                     |
| Odalisa                 | Giacomo Sacchero   | 19 de febrero de 1842    | Milán, Teatro de La Scala     |                                                                     |
| Virginia                | Domenico Bancalari | 21 de febrero de 1843    | Génova, Teatro Carlo Felice   |                                                                     |
| Il corsaro              | Giacomo Sacchero   | 25 de septiembre de 1847 | Turín, Teatro Carignano       |                                                                     |
| Angiolello da Carignano | Antonio Bellotti   |                          |                               | Compuesta para la inauguración del teatro de Fano en 1863; inédita. |

### Otras obras
- Requiem[10]

- Misas.

- Te Deum.

- Ingemisco de la Messa per Rossini.